# Fléron
 (juin 2020).
Si vous disposez d'ouvrages ou d'articles de référence ou si vous connaissez des sites web de qualité traitant du thème abordé ici, merci de compléter l'article en donnant les références utiles à sa vérifiabilité et en les liant à la section « Notes et références ».
Fléron (en wallon Fléron) est une commune francophone de Belgique située en Région wallonne dans la province de Liège, ainsi qu'une localité où siège son administration. Elles se trouvent au pays de Herve.

## Étymologie
La plus ancienne trace du nom "Fléron" date de 51 ans av. J.-C..
Selon une légende, un jeune esclave fut nommé "Flos" grâce à sa joliesse semblable à celle d'une fleur. Il devint bientôt un riche horticulteur très reconnu. On baptisa la ville qu'il habitait "Fleuron" qui se transforma en "Fléron".

## Géographie

### Sections de commune
La commune comprend les anciennes communes suivantes:
| # | Nom     | Superf. (km²) | Habitants (2020) | Habitants par km² | Code INS |
| - | ------- | ------------- | ---------------- | ----------------- | -------- |
| 1 | Fléron  | 3,16          | 6.231            | 1.973             | 62038A   |
| 2 | Retinne | 4,53          | 4.550            | 1.004             | 62038B   |
| 3 | Magnée  | 2,37          | 1.380            | 582               | 62038C   |
| 4 | Romsée  | 3,62          | 4.207            | 1.162             | 62038D   |

### Communes limitrophes
|               | Beyne-Heusay |          |
|               | Fléron       | Soumagne |
| Chaudfontaine | Trooz        | Olne     |

## Démographie

### Démographie: Avant la fusion des communes
- Source: DGS recensements population

### Démographie: Commune fusionnée
En tenant compte des anciennes communes entraînées dans la fusion de communes de 1977, on peut dresser l'évolution suivante :
Les chiffres des années 1831 à 1970 tiennent compte des chiffres des anciennes communes fusionnées.
- Source: DGS , de 1831 à 1981=recensements population; à partir de 1990 = nombre d'habitants chaque 1 janvier[1]

## Héraldique
|  | La commune possède des armoiries qui lui ont été octroyées le 12 septembre 1980. Ce sont celles de la famille d'Arberg-Valangin d'origine suisse qui acquit la commune en 1688 et la posséda jusqu'à la fin du XVIIIe siècle. Les armoiries de la commune de Valangin dans le canton de Neufchâtel en Suisse sont absolument identiques. On peut en retrouver l'évocation dans celles de Neufchâtel dans le canton du même nom aussi en Suisse. Blasonnement : De gueules au pal d'or chargé de trois chevrons de sable. - Délibération communale : 17 avril 1978 - Arrêté royal : 16 mai 1980 - Moniteur belge : 12 septembre 1980 Source du blasonnement : Armoiries communales en Belgique. |

## Politique et administration

### Collège communal 2024-2030
Ci-dessous, le tableau des résultats des élections communales de 2024.
| Parti | Parti            | Voix (2024) | Voix (2018) | % (2024) | % (2018) | +/-   | Sièges  | +/-  | Collège |
| ----- | ---------------- | ----------- | ----------- | -------- | -------- | ----- | ------- | ---- | ------- |
|       | PS               | 2.835       | 2.997       | 30,39%   | 30,90%   | 0.5 % | 8 / 25  | 0.0  | Non     |
|       | IC - BOURGMESTRE | 5.605       | -           | 60,09%   | -        | 0.0 % | 16 / 25 | 16.0 | Oui     |
|       | Ecollectif       | 888         | -           | 9,52%    | -        | 0.0 % | 1 / 25  | 1.0  | Non     |
|       | ECOLO            | -           | 1.278       | -        | 13,18%   | 0.0 % | - / 25  | 3.0  | Non     |
|       | PP               | -           | 626         | -        | 6,45%    | 0.0 % | - / 25  | 1.0  | Non     |
|       | AGIR             | -           | 275         | -        | 2,84%    | 0.0 % | - / 25  | 0.0  | Non     |
|       | MPE              | -           | 108         | -        | 1,11%    | 0.0 % | - / 25  | 0.0  | Non     |
|       | IC FLERON        | -           | 4.416       | -        | 45,53%   | 0.0 % | - / 25  | 13.0 | Non     |
| Total | Total            | 9 328       | 9 700       | 100 %    | 100 %    |       | 25      |      |         |

| Collège communal   |                         |                                  |
| ------------------ | ----------------------- | -------------------------------- |
| Bourgmestre        | Thierry Ancion          | Les Engagés - Intérêts Communaux |
| 1er Échevin        | Anthony Lo Bue          | Les Engagés - Intérêts Communaux |
| 2e Échevine        | Sylvia De Jonghe-Galler | Les Engagés - Intérêts Communaux |
| 3e Échevin         | Romain Sgarito          | Les Engagés - Intérêts Communaux |
| 4e Échevin         | Michel Leclercq         | MR - Intérêts Communaux          |
| 5e Échevin         | Xavier Dalken           | Les Engagés - Intérêts Communaux |
| Présidente du CPAS | Christine Joyeux        | Intérêts Communaux               |

### Liste des bourgmestres depuis 1830
- 1988-2000 : Léonard De Jonghe (IC).
- 2000-2010 : Linda Musin (PS).
- 2010-2018 : Roger Lespagnard (IC).
- 2018-aujourd'hui : Thierry Ancion (IC).

## Patrimoine et culture

### Patrimoine architectural
- L'orgue Arnold Clerinx de l’église décanale Saint-Denis.
- Une demeure située rue Heid-des-Chênes (no 8), l'entièreté du salon du rez-de-chaussée, incluant des peintures murales, une cheminée et des boiseries du XVIIIe siècle.
- Site Heid-des-Chênes et rue de Jupille.
- Une autre habitation située rue Heid-des-Chênes.
- Une ferme établie rue Heid-des Chênes.
- L'église Sainte-Julienne, voie des Chanoines (no 12) classement de l’extérieur et de l’intérieur, y compris l'ornementation et le mobilier.
- Fort de Fléron.
- Le patrimoine immobilier classé.

## Photographies

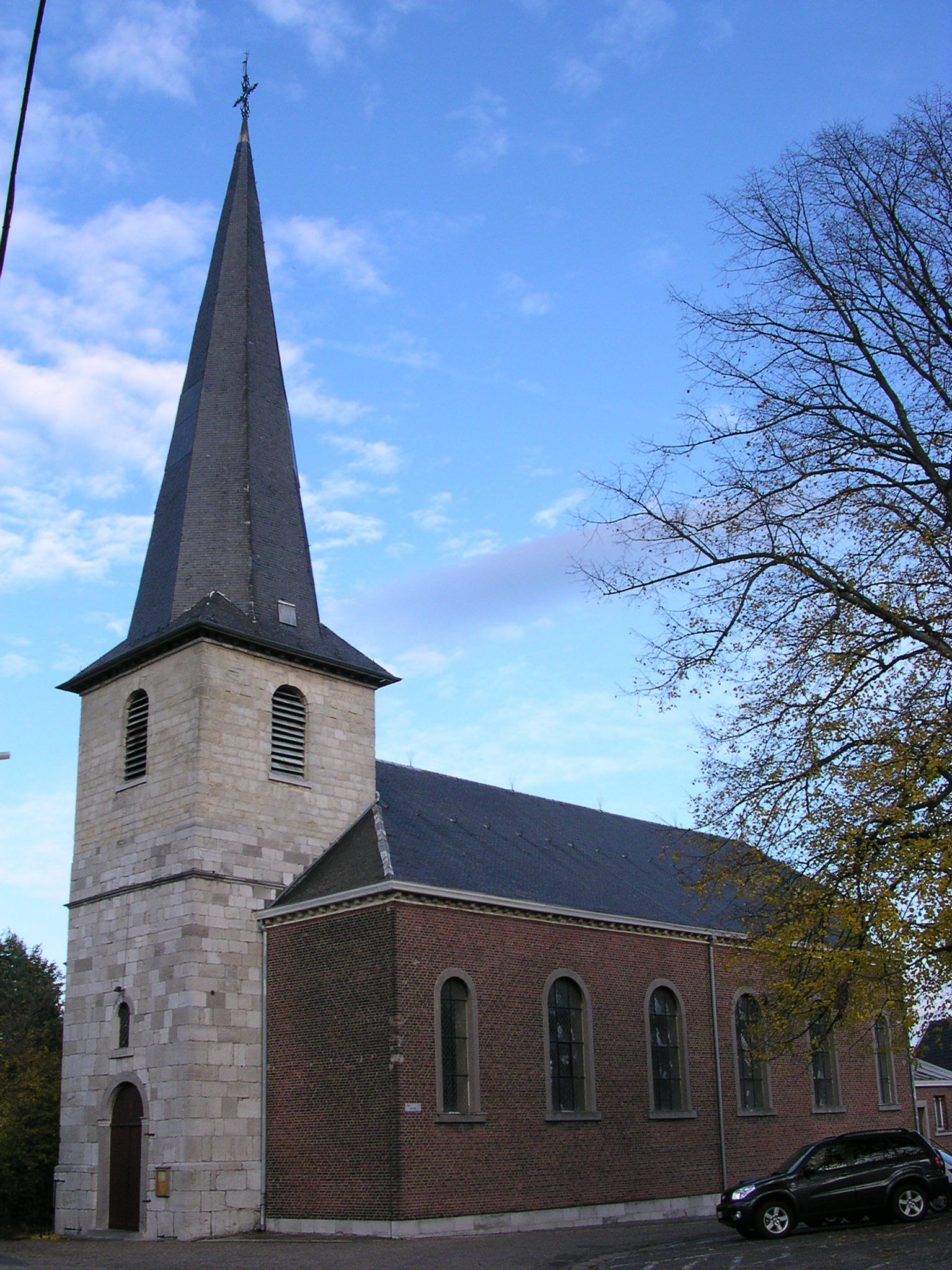
Fléron Saint-Denis.
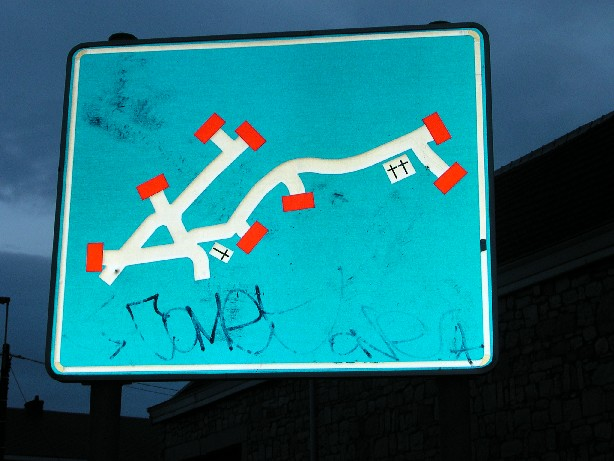
Magnée.
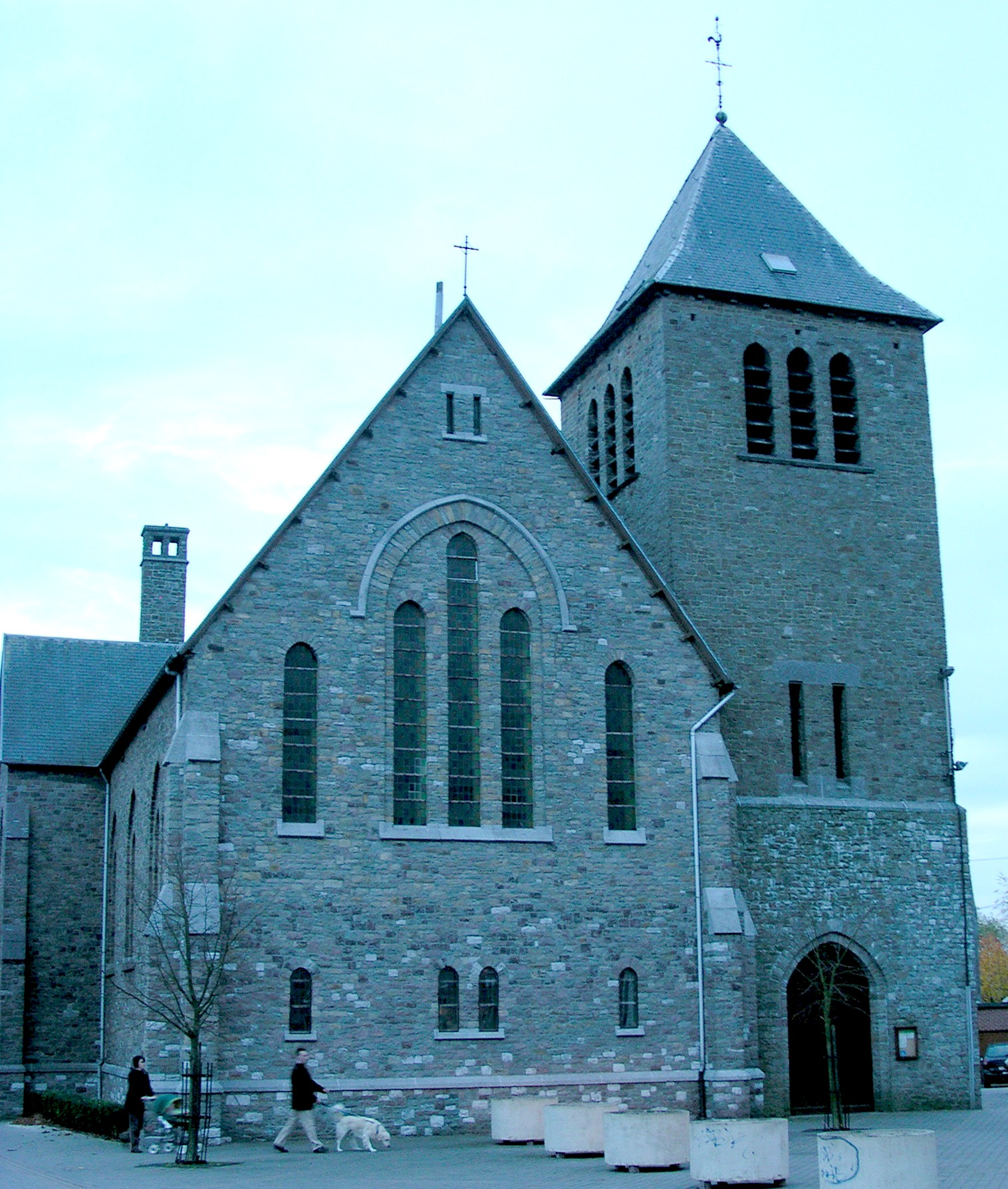
Saint-Antoine-de-Padoue.
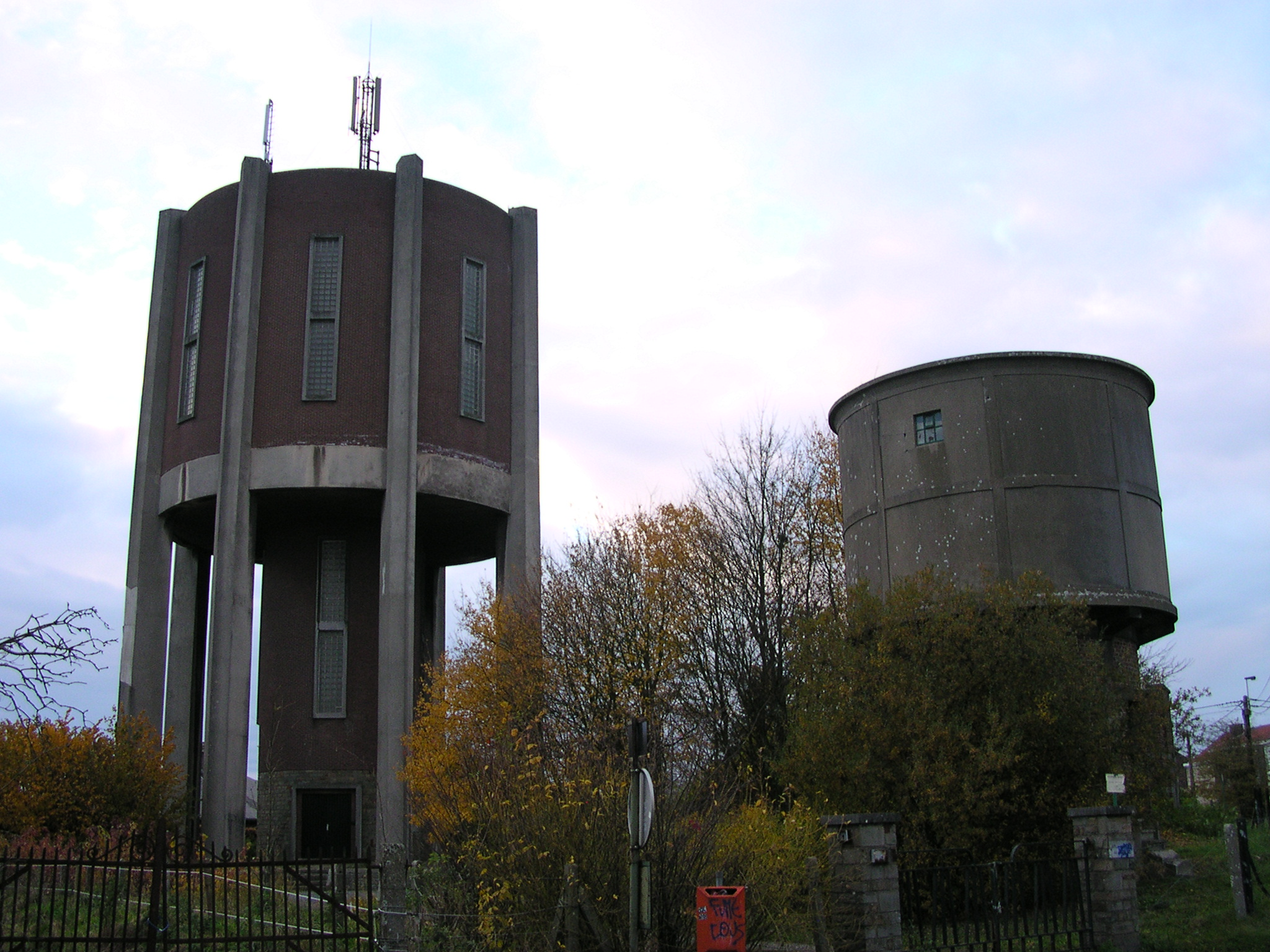
Château d'eau.
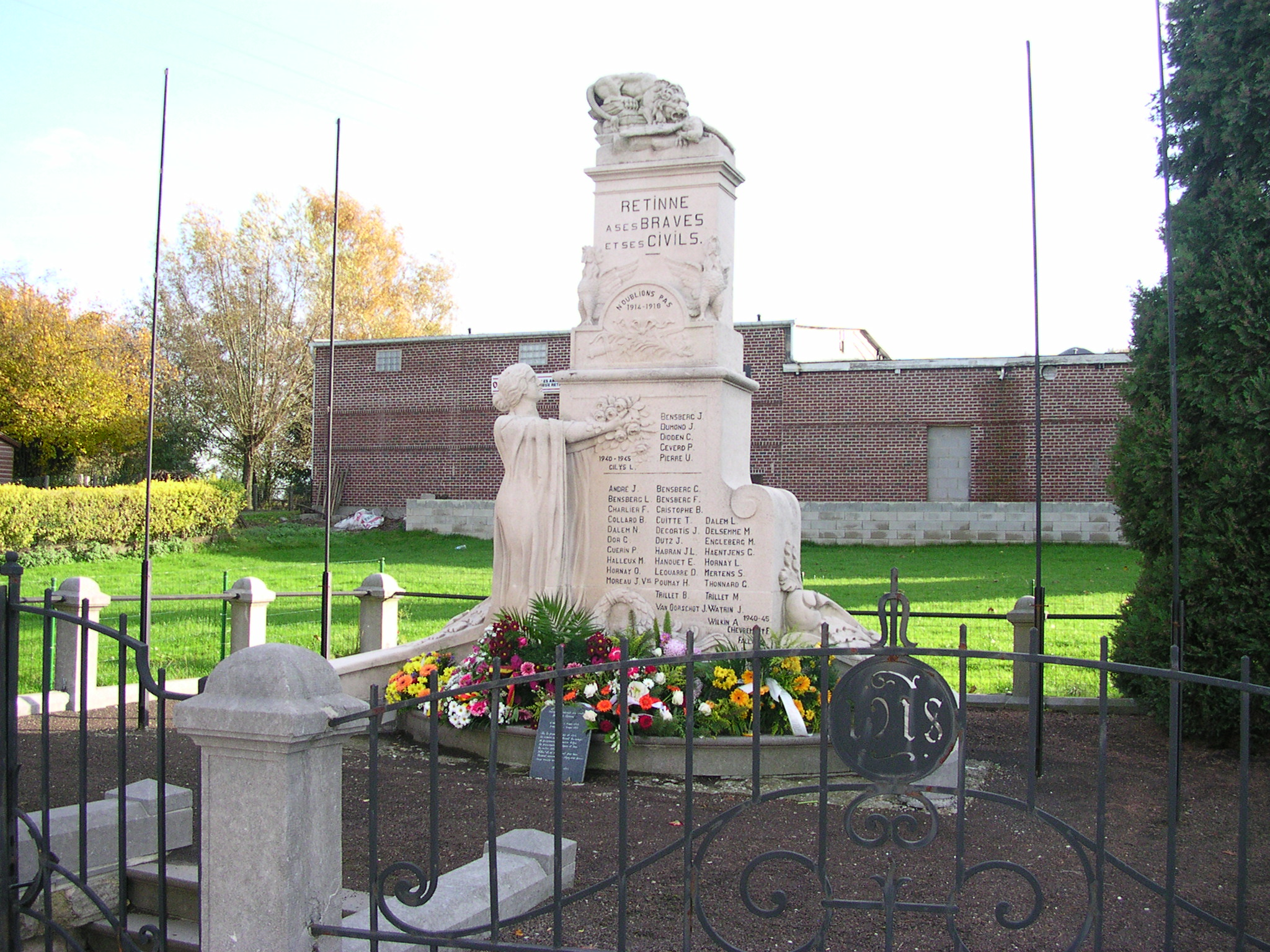
Retinne.
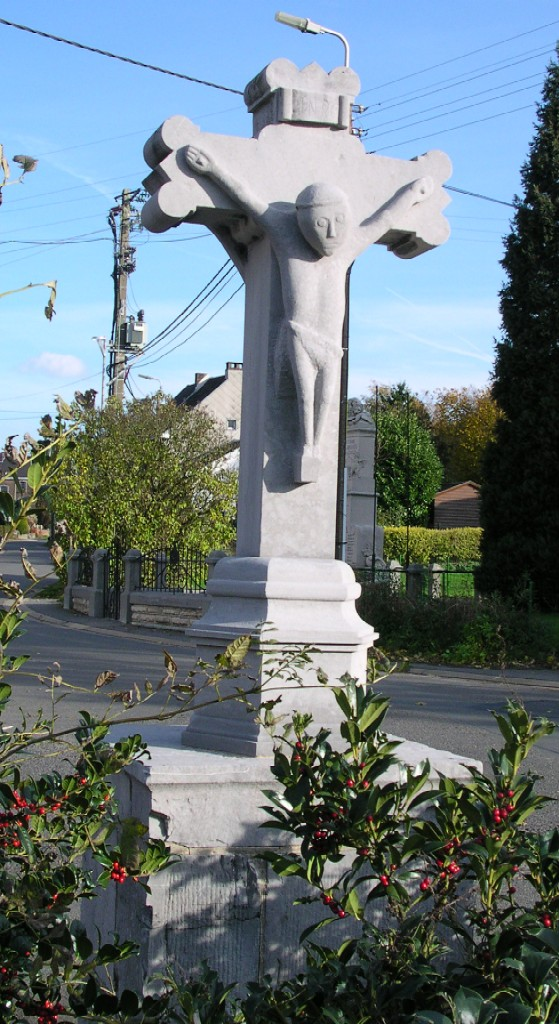
Christ double face.
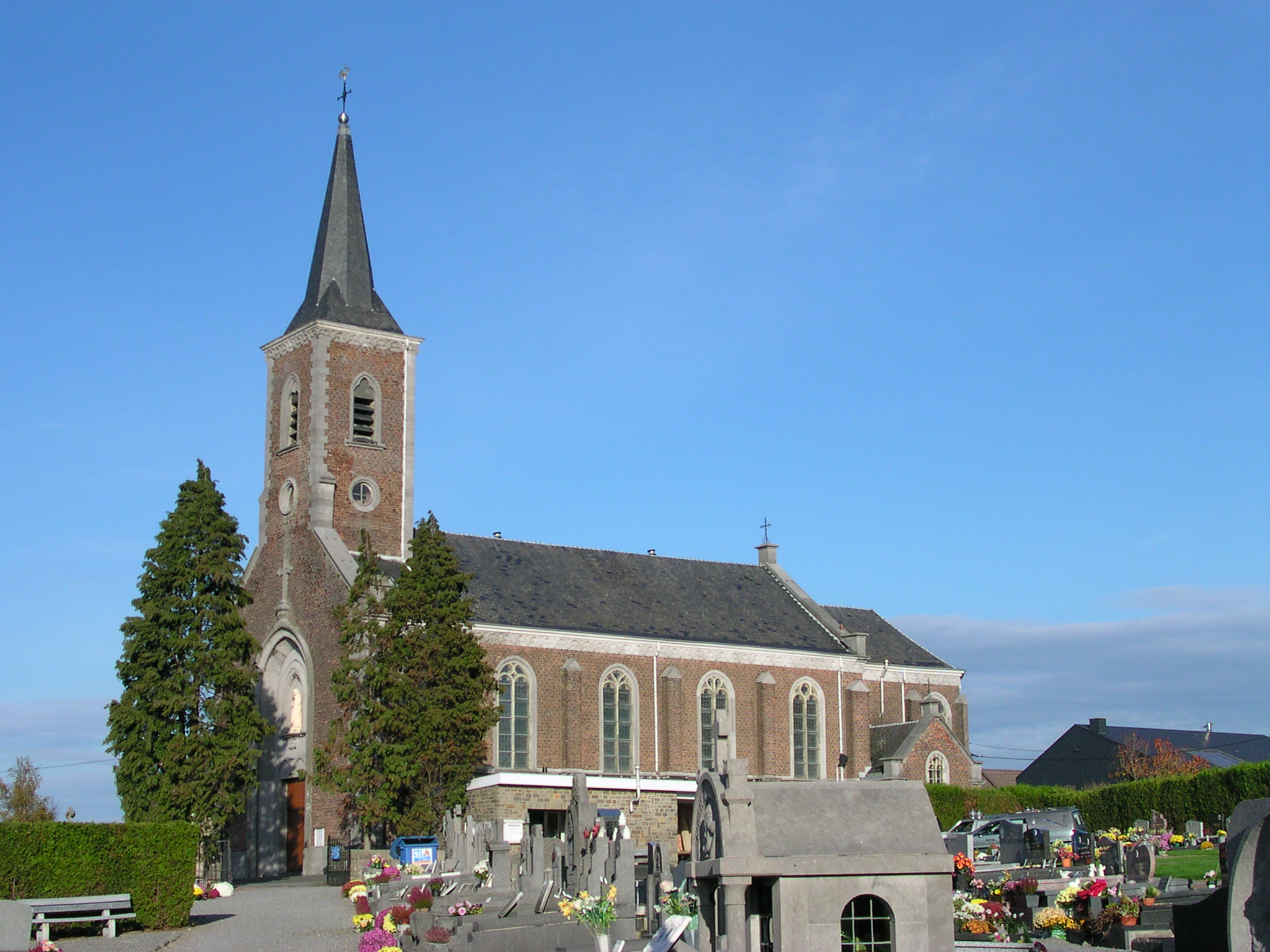
Sainte-Julienne.
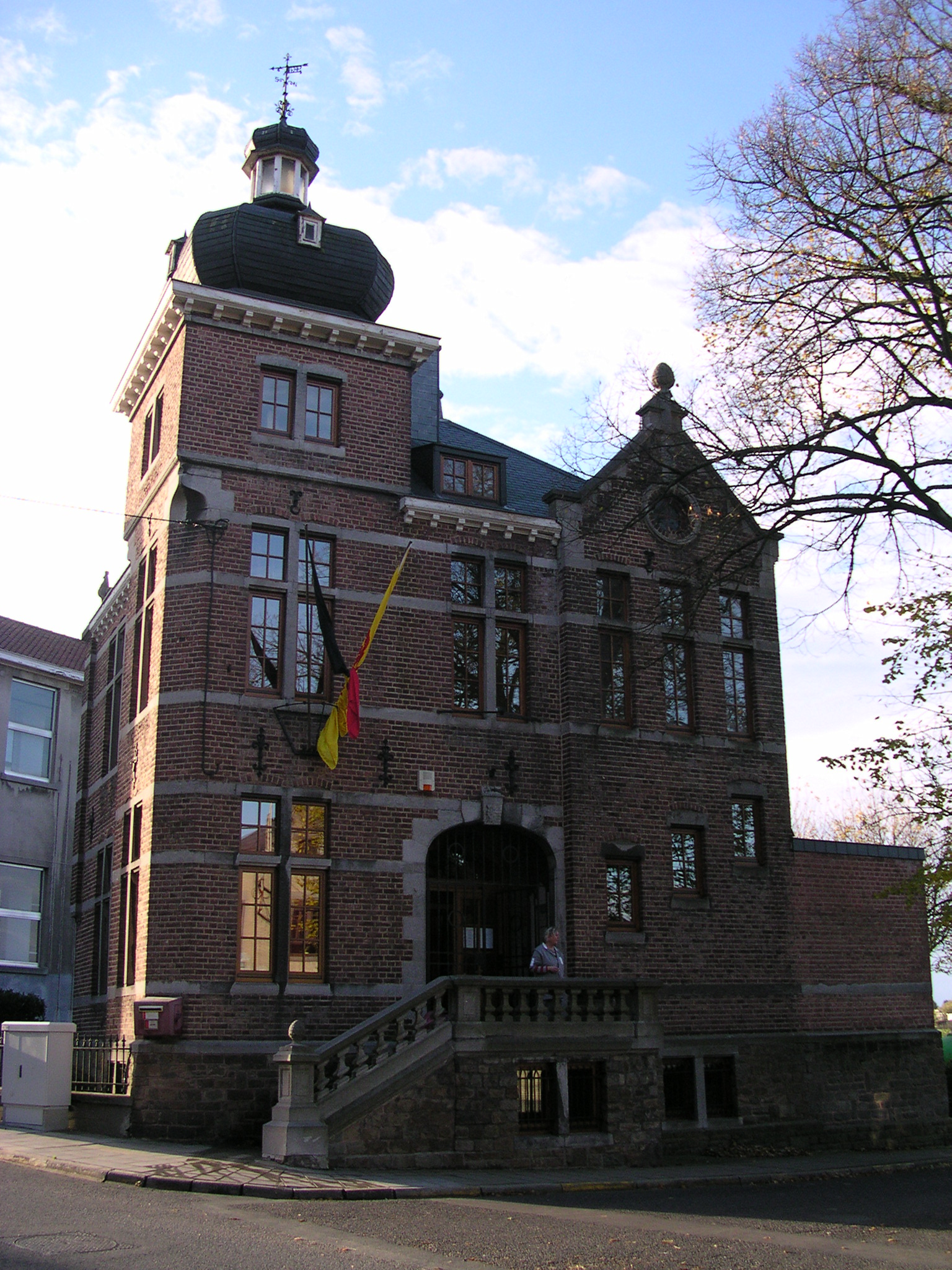
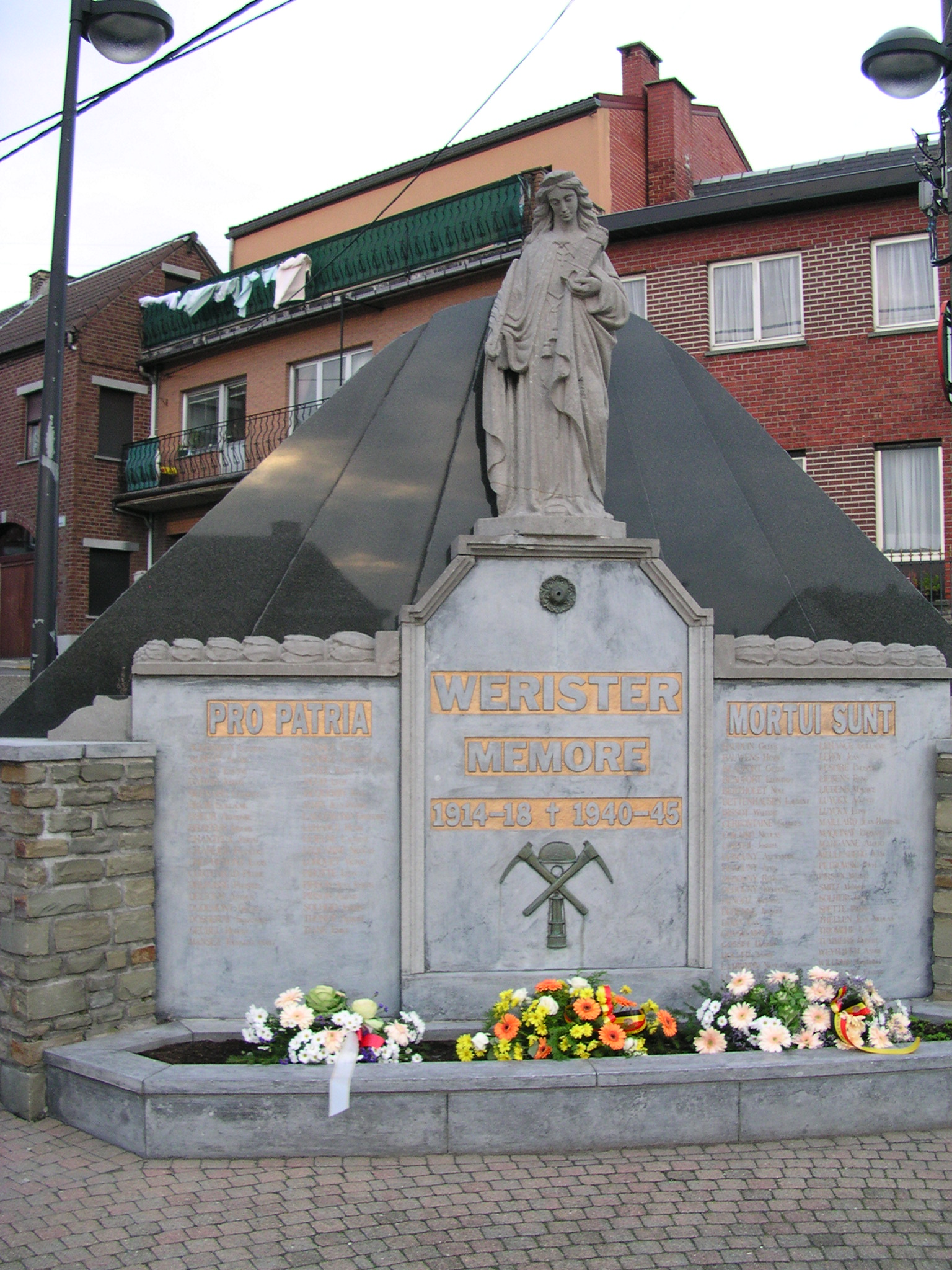
Romsée.
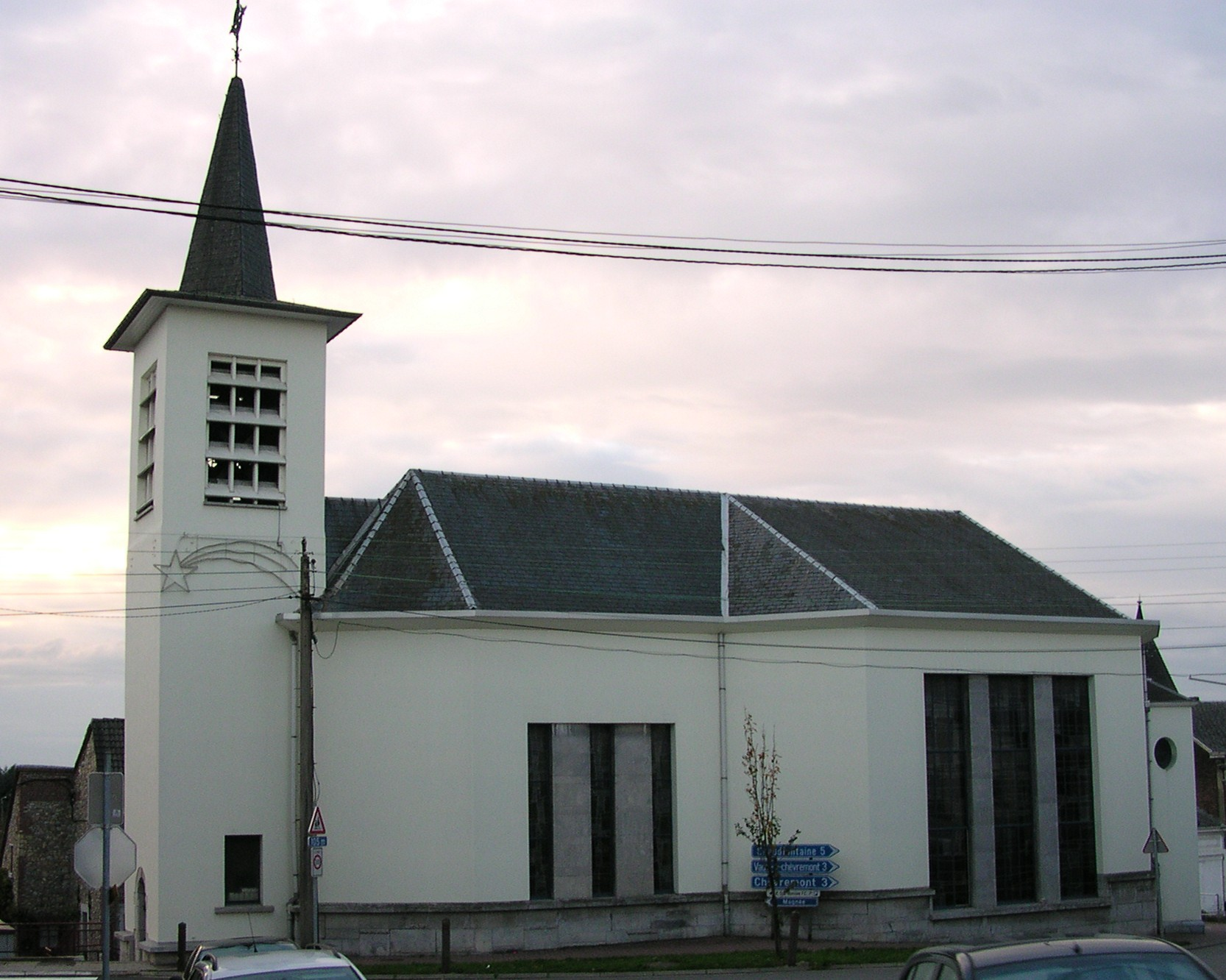
Sainte-Vierge-Marie.
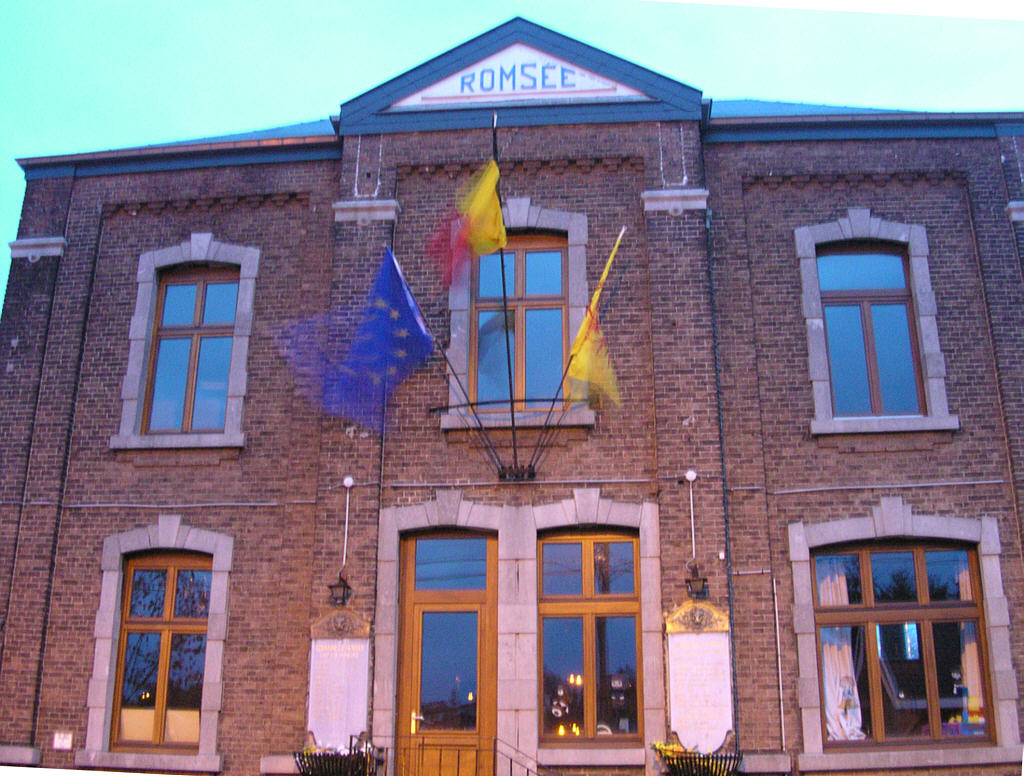

## Économie

### Transports

#### La ligne 38
La ligne 38 fut auparavant un chemin de fer. En 1875 est inauguré le tronçon Chênée-Battice, en 1895 on le complète en créant la section Battice-Plombières. Celui-ci est chargé de l’acheminement du charbon de Fléron vers l’Allemagne et des métaux non ferreux, de Plombières vers le bassin mosan. En 1917, durant la Première Guerre mondiale, un raccordement de 1,2 km fut édifié entre Hombourg et Montzen, permettant de gagner la nouvelle ligne 24. Ce tronçon, appelé ligne 38/1, passait aussi par Hindel. La concurrence de l’automobile sonne le glas des lignes de campagne. Le trafic de voyageurs est stoppé sur la Ligne 38 le 2 juin 1957. Peu à peu, le trafic de marchandise est lui aussi délaissé. En 1992, la ligne est déferrée. Par la suite, elle est devenue un centre de promenade (Réseau RAVeL) en pente douce depuis Fléron jusqu'à Chênée en descendant vers Liège et quasi à plat de Fléron jusque Plombières en partant vers l'Allemagne.

## Personnalités
- Denis Houf, ancien joueur de football.
- Georges Jobé, ancien pilote de motocross, quintuple champion du monde.
- Lespagnard Roger, ancien décathlonien, a participé 3 fois aux Jeux Olympiques, entraineur de Nafissatou Thiam.

#### Histoire
- Principauté de Liège
- Comté de Dalhem
- Duché de Limbourg
- Société anonyme des Charbonnages de Wérister
- Fort de Fléron

#### Géographie
- Pays de Herve
- Entre-Vesdre-et-Meuse